# Enlinia acuticornis
Enlinia acuticornis är en tvåvingeart som beskrevs av Robinson 1969. Enlinia acuticornis ingår i släktet Enlinia och familjen styltflugor. Inga underarter finns listade i Catalogue of Life.